# Lesson of the Evil
Lesson of the Evil (en japonés: 悪の教典, Aku No Kyôten?), es una película japonesa de 2012 dirigida por Takashi Miike y protagonizada por Hideaki Itō. Es una adaptación de la novela homónima de Yusuke Kishi de 2010. La película contiene muchas referencias a la cultura alemana, desde repetidas citas del primer libro de Goethe, titulado Las penas del joven Werther, hasta la canción Die Moritat von Mackie Messer escrita por Bertold Brecht.

## Argumento
Seiji, un profesor de inglés, es querido por sus estudiantes y respetado por sus compañeros. Después de graduarse en Harvard, trabajó durante dos años en un banco europeo especializado en inversiones, y finalmente regresó a Japón para continuar su carrera como profesor de secundaria. Sin embargo, el encanto y la amabilidad que desprende Seiji, no son más que una máscara de su verdadera naturaleza.

Oculta la personalidad de un sociópata, completamente incapaz de sentir la más mínima empatía hacia otros seres humanos. Después de haber asesinado fríamente a sus padres a la edad de catorce años, Seiji se ha convertido con el tiempo en un asesino diabólicamente astuto. Durante su estancia en Estados Unidos conoció a Clay, otra persona con sus mismos gustos, y juntos cometieron numerosos asesinatos. Pero finalmente Seiji mató a Clay, con el pretexto de que no le gustaba que matase por diversión.
Ya de vuelta en Japón, decide afrontar los problemas del entorno escolar, como el bullying y la arrogancia de los padres de los alumnos, determinando que la única forma para resolverlos es el asesinato.

Tras una masacre dentro de la escuela es capturado por la policía cuando ya estaba planeando una ruta de escape. Seiji inmediatamente decide utilizar la inestabilidad de su condición mental, como defensa legal en el juicio que se abre ante él.

## Reparto
| Actor               | Papel               |
| ------------------- | ------------------- |
| Hideaki Itō         | Seiji Hasumi        |
| Takayuki Yamada     | Tetsuro Shibahara   |
| Mitsuru Fukikoshi   | Masanobu Tsurii     |
| Takehiro Hira       | Takeki Kume         |
| Fumi Nikaidō        | Reika Katagiri      |
| Elina Mizuno        | Miya Yasuhara       |
| Kōdai Asaka         | Yuichiro Nagoshi    |
| Kento Hayashi       | Masahiko Maejima    |
| Shun Miyazato       | Naoki Isada         |
| Kazuma Takeda       | Tetsuya Izumi       |
| Atsushi Arai        | Takuto Kato         |
| Ryunosuke Suzuki    | Ryota Sasaki        |
| Ryo Yokoyama        | Daisuke Shiomi      |
| Toshi Takeuchi      | Akira Suzuki        |
| Yukito Nishii       | Kakeru Takagi       |
| Kaoru Fujiwara      | Yukio Tajiri        |
| Hiroki Nakajima     | Satoshi Kinoshita   |
| Yōsuke Isomura      | Toru Arima          |
| Akio Iwahara        | Yoji Takatsuka      |
| Takashi Yamanaka    | Shunpei Sanada      |
| Eisuke Sasai        | Hiroki Sakai        |
| Hijiri Kojima       | Junko Taura         |
| Nobue Iketani       | Chizuko Dojima      |
| Ryō Iwamatsu        | Masao Nadamori      |
| Kenta               | Masahiro Tadenuma   |
| Mitsutaka Horikoshi | Takumi Tsubouchi    |
| Raiki Yonemoto      | Hisashi Nakamura    |
| Tasuku Nagase       | Shuhei Naruse       |
| Asuka Kudo          | Hiroshi Matsumoto   |
| Tatsuya Kishida     | Takuma Yamaguchi    |
| Yūga Akiyama        | Hajime Wakimura     |
| Riku Ozeki          | Kengo Watarai       |
| Fujiko Kojima       | Misaki Abe          |
| Runa Natsui         | Fuuko Onodera       |
| Sakura Hayashi      | Mai Igawa           |
| Rena Kanzaki        | Madoka Ushio        |
| Narumi Akizuki      | Ari Kashiwabara     |
| Takemi Fujii        | Rina Kiyota         |
| Airi Yamamoto       | Nana Kubota         |
| Kanako Tahara       | Mayu Sato           |
| Mayu Matsuoka       | Satomi Shirai       |
| Honami Tsukada      | Risako Serizawa     |
| Rio Kanno           | Yuzuka Takahashi    |
| Hirona Yamazaki     | Yuki Tsukahara      |
| Sairi Ito           | Ayumi Nagai         |
| Nanami Fujimoto     | Miho Hayashi        |
| Yukino Kishii       | Ai Hoshida          |
| Kasumi Yamaya       | Ayane Mita          |
| Tōko Miura          | Saori Yokota        |
| Mizuho Kaneo        | Momoko Yoshida      |
| Makiya Yamaguchi    | Yoshio Hasumi       |
| Yūko Mano           | Keiko Hasumi        |
| Shōta Sometani      | Keisuke Hayami      |
| Kiyotaka Uji        | Tsubasa Matsui      |
| Kenichi Takitō      | Katsushi Kiyota     |
| Kenichi Yajima      | Detective Shimozuru |
| Ichirō Hashimoto    | Detective Odajima   |
| Jodi Lynn Smith     | Suzanna Carter      |
| Yusuke Kishi        | Profesor            |

## Otros créditos
- Producida por: Minami Ichikawa, Hiroshi Hattori, Takahiro Hirao, Toshiaki Okuno, Akio Ogasawara y Eisaku Yoshikawa.
- Productor ejecutivo: Akihiro Yamauchi.
- Planificación y producción: Hisashi Usui.
- Productores: Kôji Azuma, Misako Saka y Tôru Mori.
- Productor de línea: Tomoyuki Imai.
- Supervisor de producción: Kiyomi Kanazawa.
- Diseñador de producción (arte): Yûji Hayashida	y Eri Sakushima.
- Grabación (sonido): Jun Nakamura.
- Iluminación: Yoshi Watabe y Soshi Sato.
- Decoración: Akira Sakamoto
- Asistente de dirección: Kentarô Harada.
- Director de producción: Minoru Takeoka.
- Estilista: Yuya Maeda.
- Efectos de sonido: Kenji Shibasaki.
- Directora de CGI: Kaori Ohtagaki (Kaori Ôtagaki)
- Efectos especiales: Yuichi Matsui.
- Coordinador de especialistas: Keiji Tsujii.
- Casting: Sawako Ohzu.

## Producción
El rodaje se llevó a cabo en diferentes las localizaciones japonesas:
- La antigua escuela secundaria Miura Rinkai de la prefectura de Kanagawa.
- La antigua escuela secundaria Nagaizumi de la prefectura de Shizuoka.
- Casa abandonada en la prefectura de Yamanashi (casa de Hasumi)

El autor Yusuke Kishi y el director Takashi Miike, comunicaron que querían escribir y realizar una secuela. Por esa razón aparece la palabra "CONTINUARÁ" al final de la película.

## Lanzamiento
La película se estrenó el 9 de noviembre de 2012 en el Festival de Cine de Roma de Italia.Llegó a los cines japoneses el 10 de noviembre de 2012 estrenándose en 309 pantallas de todo el país, incluyendo TOHO Cinemas Nichigeki. En los dos primeros días de su proyección recaudó 298.945.000 yenes y atrajo a 215.059 espectadores, lo que la convirtió en la segunda película más taquillera del fin de semana.En España se estrenó el 19 de octubre de 2013 en el Festival de cine de sitges.
Fue lanzada en Japón en DVD y Blu-ray el 24 de mayo de 2013, editado por Dentsu y distribuido por Tōhō en dos ediciones diferentes:
- Lesson of the Evil Standard Edition (悪の教典 スタンダード・エディション?) (1 disco) [5]
  - Anuncio especial, tráiler cinematográfico, recopilación de anuncios televisivos y vídeo promocional.
  - Tráiler, vídeo promocional, anuncios de cine y televisión de Lesson of the Evil: Prologue.
  - Comentarios de audio de Fumi Nikaidō, Shōta Sometani y Kōdai Asaka.

- Lesson of the Evil Excellent Edition (悪の教典 EXCELLENT EDITION?) (2 discos) versión en DVD y Blu-ray.[6]
  - Disco 1: Disco principal.
    - Versión en DVD: Colección de escenas de graduación. Muestra los nombres y perfiles de los estudiantes que se graduaron, o fueron asesinados, y datos curiosos sobre el trabajo.
    - Versión Blu-ray: Graduación mientras se reproduce la historia principal. Muestra los nombres y perfiles de los estudiantes que se graduaron, o fueron asesinados, y datos curiosos sobre el trabajo.
    - Anuncio especial, tráiler cinematográfico, recopilación de anuncios televisivos y vídeo promocional.
    - Tráiler, anuncios de televisión, anuncio especial, anuncio de cine y vídeo promocional del Lesson of the Evil: Prologue.
    - Comentarios de audio (igual que la edición estándar)

  - Disco 2: Disco extra.
    - Making of. 45 días de maldad, una mirada de cerca.
    - Escenas inéditas.
    - Colección de entrevistas: Hideaki Itō, Fumi Nikaidō, Shōta Sometani y Takashi Miike.
    - Colección de campañas promocionales: Festival de Cine de Roma, estreno de la película y BeeTV, Evento previo al estreno en el Billboard Live Tokyo y saludos en el escenario para agradecer a los aficionados por el éxito de película.
    - Programa especial previo al lanzamiento.
    - Perfiles del elenco y del personal.
    - Galería: Colección de tableros de imágenes y de guiones gráficos.
    - Álbum de graduación de Lesson of the Evil (24 páginas)
    - Digipack con estuche exterior especial.

También fue lanzada en DVD y Blu-ray en otros países por diferentes distribuidoras, y con el contenido extra de: 
- Making of Lesson of the Evil (aproximadamente 36:30 min.)
- Documental "Making of Lesson of the Evil" (120:09 min.) [9]

## Recepción
Thor en una reseña para Asian Movie Pulse, escribió: «En general, Lesson of Evil es una película interesante que quizás no sea para todos, pero es un poco más convencional que los anteriores espectáculos sangrientos de Miike. Así que, si estás de humor para una película japonesa oscura que tenga muchos momentos de "qué demonios", Lesson of Evil podría ser una película para ti».
En una reseña de Almas Oscuras comentan que: «El placer indefinible que se experimenta al encontrarse, de cara, con una joya fílmica como esta, dotada de una trama muy bien urdida, que asegura el más sincero entretenimiento durante las dos horas y diez minutos que dura la proyección. Un coctel de escándalo, aderezado con unas interpretaciones que, literalmente, quitan el hipo y una parafernalia visual no menos destacable. Una de las mejores y más brillantes contribuciones al cine de género en los últimos años. Por supuesto, queda recomendada».
En una reseña de Katanas y colegialas comentan que: «En definitiva, se trata de un slasher muy corriente, que nadie espere el mítico estilo o desfase de Takashi Miike, ni siquiera en las muertes se ve ni una tripa, tan solo chorros de sangre falsa; sin embargo es una buena película para pasar el rato, se puede hacer un poco lenta al principio, pero en ningún caso tanto como aburrida».

## Temas musicales
Tema principal
- "Think 'Bout It!" (5:35 min.) [13]
  - Banda: The Second From Exile
  - Letra: Michico
  - Composición: T.Kura y Michico
  - Arreglos: T.Kura
  - Producido por: GIANT SWING

Otras canciones
- "Mack the Knife"
  - Interpretada por: Ella Fitzgerald
- "Puripuri Summer Kiss" (プリプリ SUMMERキッス) [14]
  - Banda: SUPER☆GiRLS
  - Letra: Litz
  - Música: Mayuko Maruyama
  - Arreglos: Hideyuki Daichi Suzuki
- "Mack the Knife"
  - Interpretada por: Big Band
- "Ice cream"
  - Banda: Back-On
  - Letra y composición: TEEDA & KENJI03
  - Sello: Cutting edge

## Manga
Fue publicado, con el mismo nombre, en un manga de género Seinen ilustrado por Eiji Karasuyama. Serializado por good! Afternoon de Kodansha en 2012, y lanzado en nueve tomos publicados desde el 9 de octubre de 2012 hasta el el 7 de septiembre de 2015, por Kodansha (Gekkan Afternoon) 

## Novela
La película está basada en la novela japonesa del mismo nombre del escritor Yusuke Kishi. Se serializó en Bessatsu Bungeishunju desde julio de 2008 hasta julio de 2010, y fue publicada el 30 de julio de 2010 por Bungeishunjū. Posteriormente, Bungeishunju Novels publicó una versión en novela el 5 de noviembre de 2011, y Bunshun Bunko publicó una versión de bolsillo el 10 de agosto de 2012.

La obra ganó el 1.er Premio Fūtarō Yamada, y fue nominada para: el 144.º Premio Naoki, el 32.º Premio Literario Revelación Yoshikawa Eiji y para el Japan Booksellers' Award de 2011.

## Lesson of the Evil: Prologue
Lesson of the Evil: Prologue (en japonés: 悪の教典-序章-, Aku no kyôten: Joshô?) es una miniserie de televisión japonesa y un spin-off de la película, compuesta por cuatro episodios que se distribuyeron por BeeTV desde el 15 de octubre de 2012, antes del estreno de la película.
La serie fue supervisada por Takashi Miike y dirigida por Fumio Nomoto. Esta obra retrata los acontecimientos que ocurren unos tres meses antes de la película, y es una historia original basada en la novela.
El DVD fue lanzado el 19 de octubre de 2012 publicado por Avex y distribuido por Tōhō,con contenido extra:
- Making of de "Lesson of the Evil - Prologue"
- Tráiler de "Lesson of the Evil - Prologue" de BeeTV
- Video promocional de la película "Lesson of the Evil"

#### Reparto
- Hideaki Itō (伊藤 英明, Itō Hideaki?) como Seiji Hasumi
- Noriko Nakagoshi (中越典子, Nakagoshi Noriko?) como Satoko Mizuochi / Keiko Tsurui
- Ryō Iwamatsu (岩松了, Iwamatsu Ryō?) como Masao Nadamori
- Kō Takasugi (高杉亘, Takasugi Kō?) como Sonoda Isao
- Saki Takaoka (高岡 早紀, Takaoka Saki?) como Junko Taura
- Mitsuru Fukikoshi (吹越 満, Fukikoshi Mitsuru?) como Masanobu Tsurui
- KENTA (ダルビッシュ 賢太?) como Masahiro Tadenuma
- Tasuku Adachi (足立 匡, Adachi Tasuku?) (Tusk タスク) como Shuhei Naruse
- Taisei Itō (伊藤大征, Itō Taisei?)

#### Personal
- Historia original: Yusuke Kishi (publicada por Bungeishunju)
- Música: Kōji Endō
- Supervisor: Takashi Miike
- Director: Fumio Nomoto
- Guion: Chiho Watanabe
- Canción temática: The Second From Exile - "Think 'Bout It!"
- Producido por: Yoshio Yanagisaki
- Producido por: Toshiyuki Fukuo
- Productores: Hisashi Usui, Kôji Azuma, Misako Saka y Tôru Mori
- Productores publicitarios: Takahiro Oguma y Yuki Hara
- Compañía productora: Tōhō, Tōhō Films y OLM
- Producido y protegido por derechos de autor por: BeeTV

#### Episodios
| Capítulo | Título del episodio                          | Fecha de emisión       |
| -------- | -------------------------------------------- | ---------------------- |
| 1        | 理想の教師 (Risō no kyōshi) El maestro ideal | 15 de octubre de 2012  |
| 2        | 予兆 (Yochō) Presagio                        | 21 de octubre de 2012  |
| 3        | 疑惑 (Yíhuò) Sospecha                        | 29 de octubre de 2012  |
| 4        | 潜む悪 (Hisomu waru) El mal acecha           | 5 de noviembre de 2012 |